# Søhøjlandet

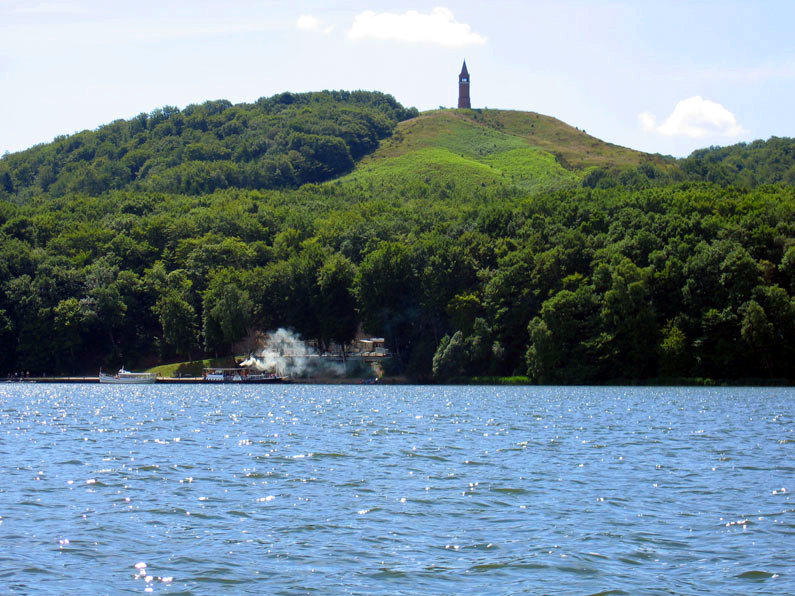
Himmelbjerget från sjön Julsø.

Søhøjlandet eller Det midtjyske søhøjland är det högst belägna området i Danmark och även det område som har Danmarks tätaste bestånd av sjöar. Søhøjlandet ligger mellan orterna Silkeborg, Hammel, Århus och Horsens på Jylland. Mot öst avgränsas det av Aarhus Bugt och mot väst av den jylländska höjdryggen. Gränserna mot norr och söder är inte klart definierade, men området mellan Silkeborg och Skanderborg är det som främst har givit namn till Søhøjlandet.

## Natur
Søhøjlandet karaktäriseras av större skogar, hedar samt många små ängar och gräsytor omgivna av höga kullar och stora sjöar. Det har förbindelse med Gudenåen, Danmarks längsta vattendrag. Många av sjöarna i området är biologiskt värdefulla, till exempel Slåensø, som är en Danmarks renaste sjöar. Mer än 30% av Søhøjlandets yta är skog, varav Silkeborgsskogarna är de största. Stora delar av området är skyddat som Natura 2000-område och/eller fågelskyddsområden. Søhøjlandets natur förvaltas av Naturstyrelsen.

## Bilder
Typiska landskapstyper i Søhøjlandet:

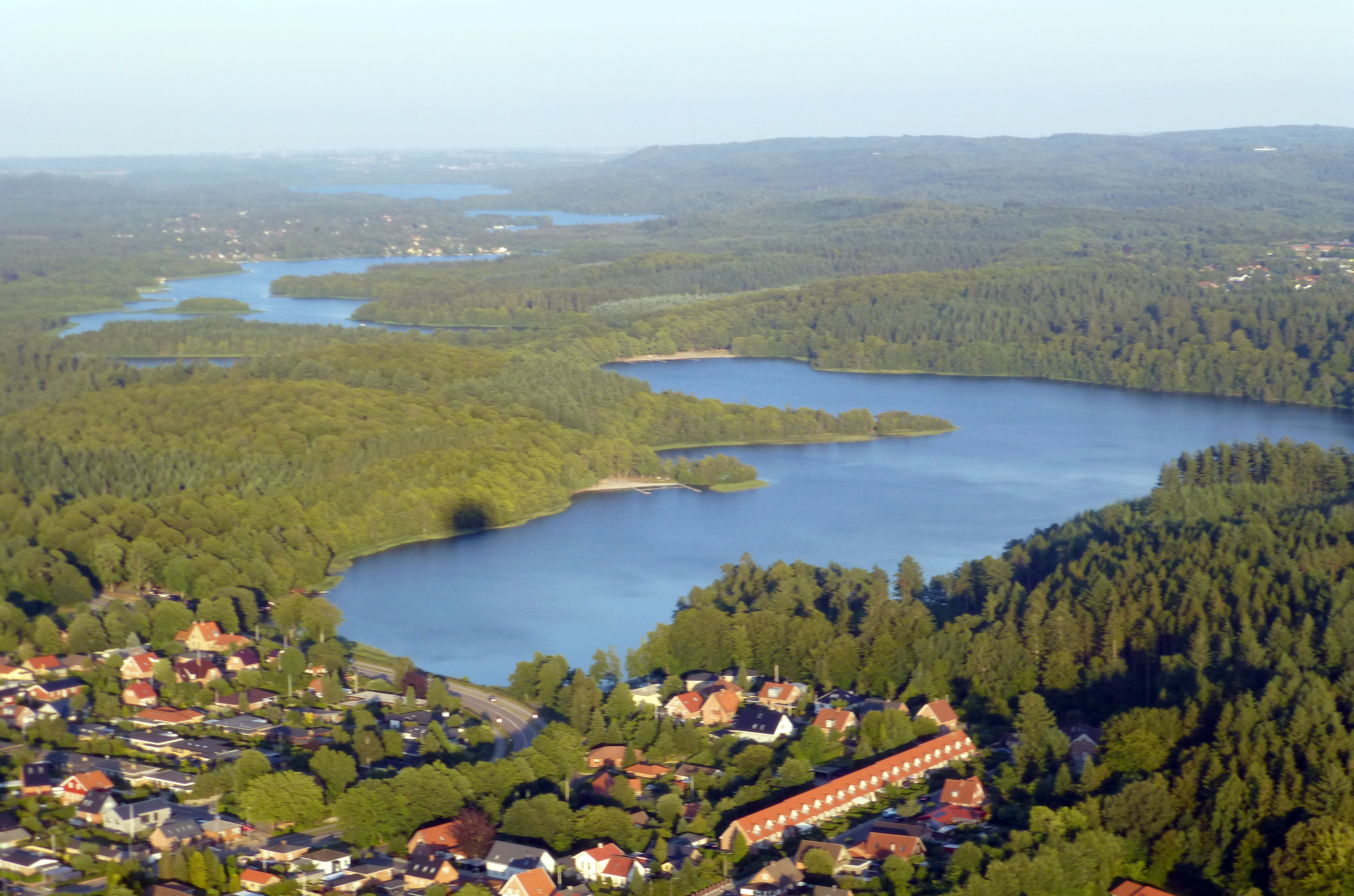
Silkeborgsøerne.
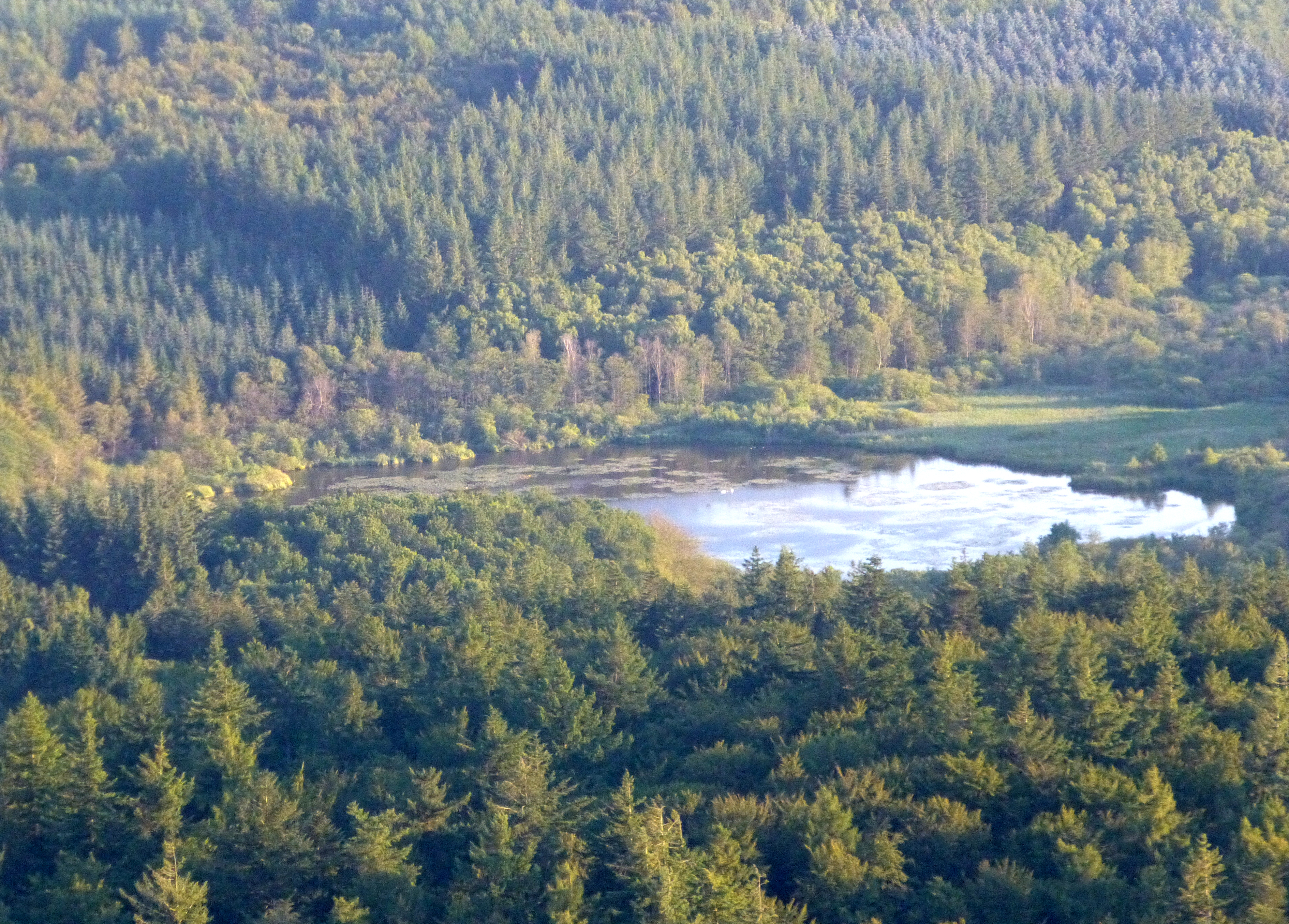
Tranevig.
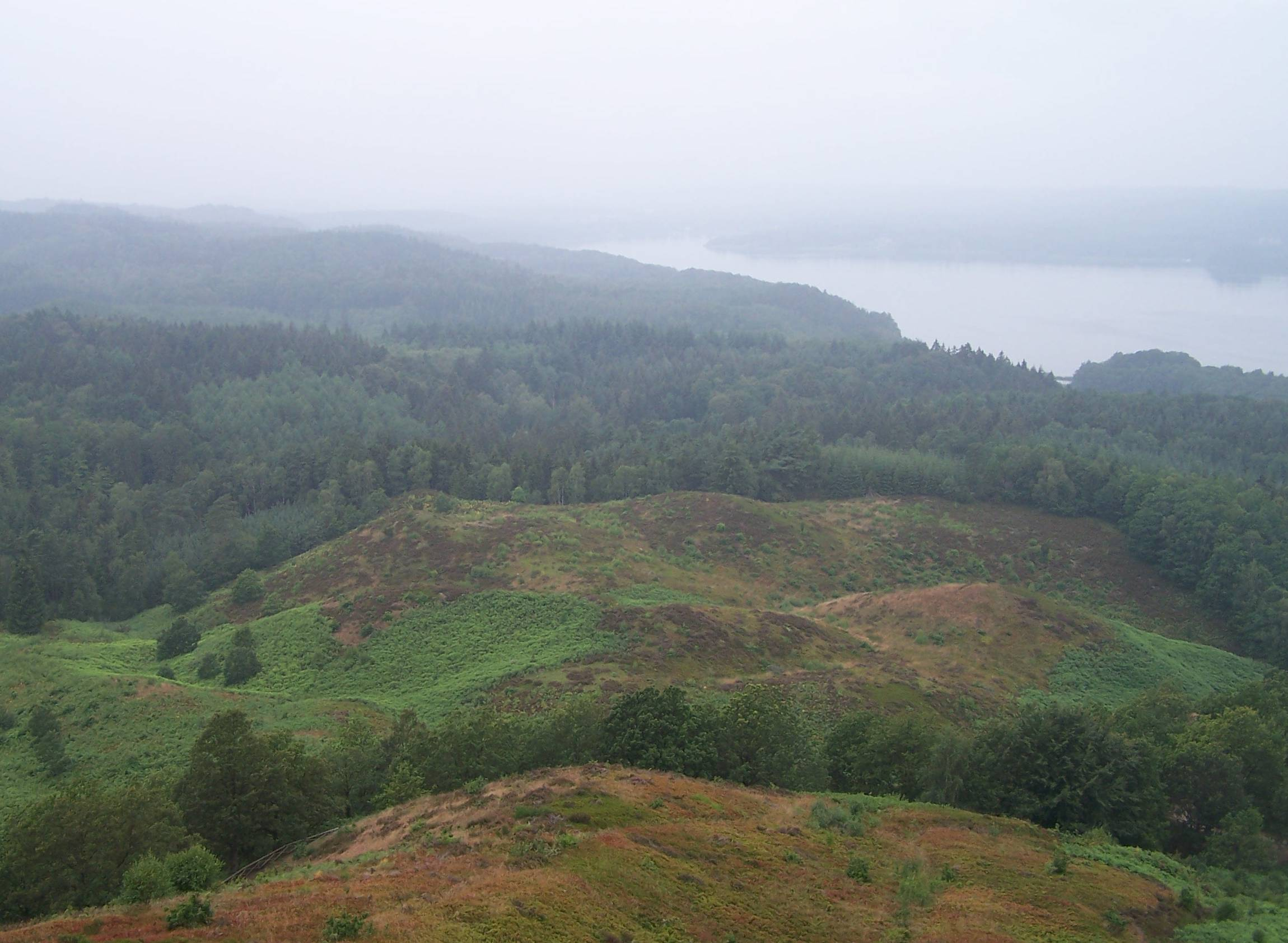
Himmelbjerget.
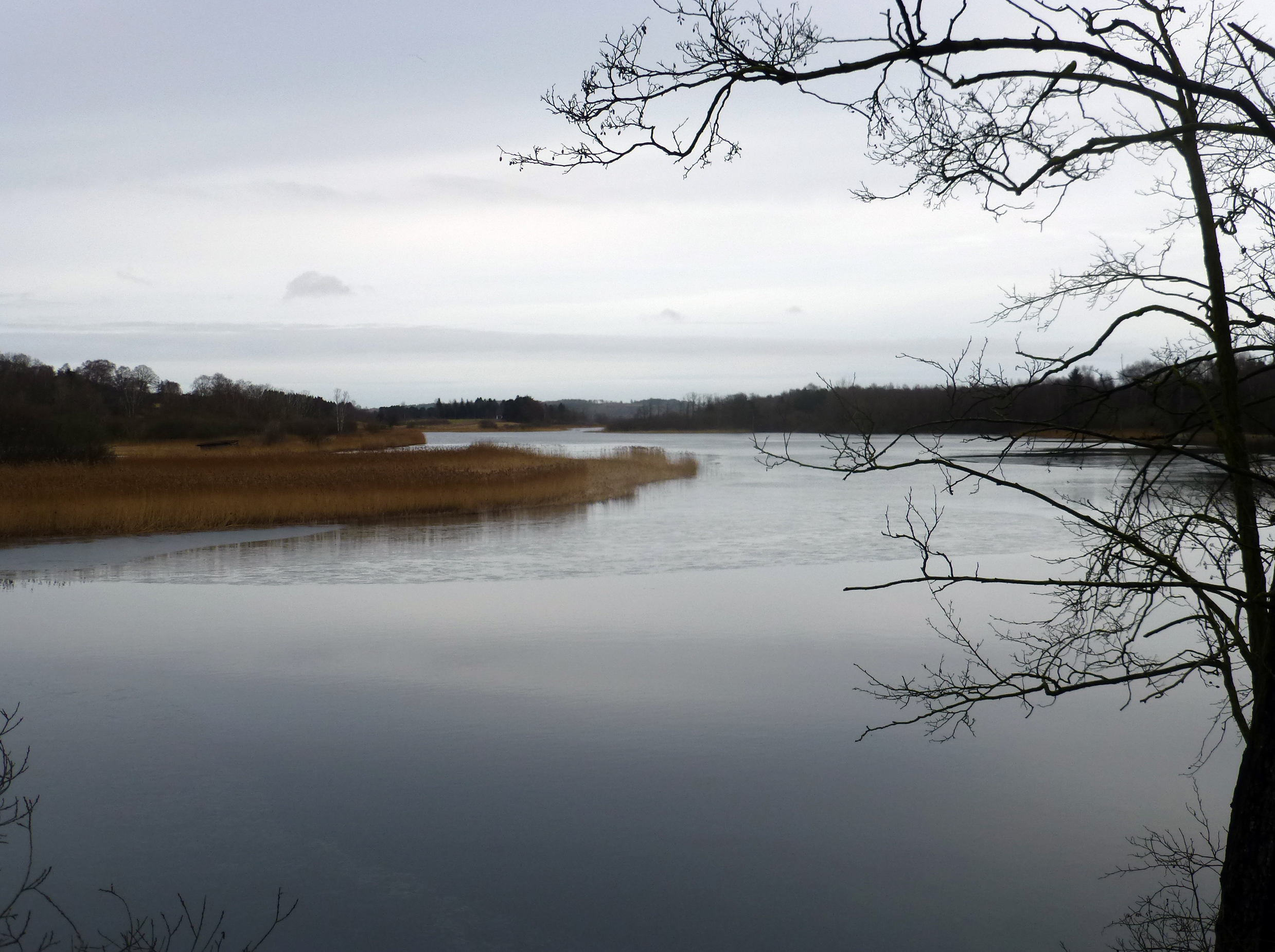
Gudenåen vid Silkeborg Langsø.
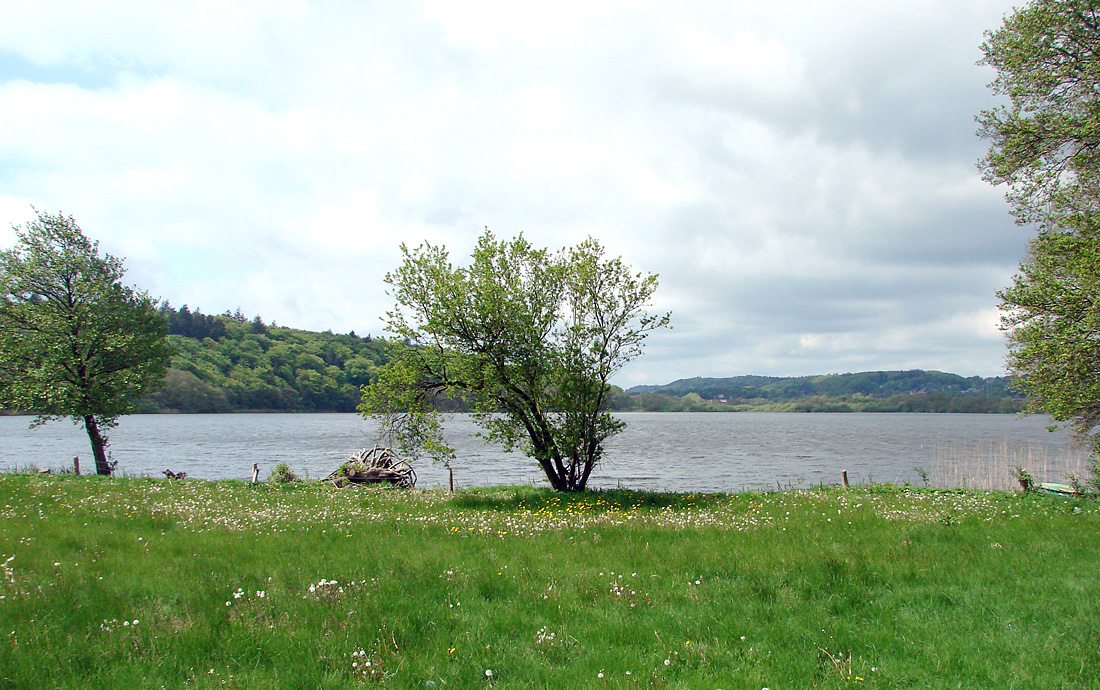
Ørnsø.